# Skunk Anansie
Skunk Anansie is een Britse band die werd opgericht in februari 1994 en bestaat uit Skin (Deborah Anne Dyer), Cass (Richard Keith Lewis), Ace (Martin Ivor Kent) en Mark Richardson.

## Geschiedenis
De eerste single die uitkwam was Selling Jesus, maar het succes daarvan bleef beperkt tot de undergroundscene. Skunk Anansie behaalde het eerste succes met het nummer Little Baby Swastikkka. BBC Radio 1 FM pikte het nummer op en gooide het in de hoge rotatie van de playlist; van het nummer werden door het radiostation 2000 exemplaren als prijs weggeven. Daarna volgde het album Paranoid & Sunburnt en het grote hitsucces kwam er. Er volgden nog twee andere albums: Stoosh (1996) en Post orgasmic chill (1999). Met de single Hedonism (Just because you feel good) werd in 1997 een internationale hit gescoord, waaronder een top 10-hit in Nederland.
Van de drie albums werden over de hele wereld in totaal vier miljoen exemplaren verkocht. In 2001 kwam de groep tot de beslissing dat ze niet verder konden gaan - met name doordat Skin graag meer haar eigen gang wilde gaan - en de groep ging uit elkaar. Skin startte een solocarrière, maar kon het succes van de band niet evenaren. In 2008 kwam Skunk Anansie weer bijeen; twee jaar daarna verscheen het vierde album Wonderlustre. Het album was een redelijk succes en stond op nummer 1 in Italië. Later volgden de albums Black traffic (2012) en Anarchytecture (2016).

### Reünie
Mark Richardson gaf in november 2008 in een interview aan dat de band plannen had voor een Best of-album, alsmede nieuw materiaal.
Op 9 oktober 2009 startte de Greatest Hits-tour in de Ancienne Belgique in Brussel. Het was de eerste officiële tour in negen jaar. Op 8 en 9 november 2009 stond Skunk Anansie in Paradiso in Amsterdam en op zondag 30 mei 2010 op Pinkpop in Landgraaf.
In 2011 maakte Skunk Anansie twee nummers voor de film Sucker Punch. In 2014 volgde een samenwerking met Bastille en Rag'n'Bone Man, voor het nummer Remains op de mixtape VS. van Bastille.

## De bandnaam
De naam Skunk Anansie is een samenvoeging van Skunk, het Engelse woord voor 'stinkdier', een bekend dier dat niet al te prettige lucht vrijlaat als verdediging, en Anansie, een spin die bekend is uit de verteltraditie van Afrika, Suriname en het Caraïbisch gebied. De verhalen zijn door velen vertolkt en opgeschreven, een van hen is Anton de Kom.

## Discografie

### Albums
| Album met eventuele hitnotering(en) in de Nederlandse Album Top 100 | Datum van verschijnen | Datum van binnenkomst | Hoogste positie | Aantal weken | Opmerkingen   |
| ------------------------------------------------------------------- | --------------------- | --------------------- | --------------- | ------------ | ------------- |
| Paranoid & sunburnt                                                 | 1995                  | 30-03-1996            | 27              | 42           |               |
| Stoosh                                                              | 30-09-1996            | 19-10-1996            | 4               | 59           | Goud          |
| Post orgasmic chill                                                 | 19-03-1999            | 03-04-1999            | 8               | 34           |               |
| Smashes & trashes                                                   | 30-10-2009            | 07-11-2009            | 30              | 13           | Verzamelalbum |
| Wonderlustre                                                        | 10-09-2010            | 18-09-2010            | 12              | 8            |               |
| Black traffic                                                       | 14-09-2012            | 22-09-2012            | 32              | 2            |               |
| An acoustic Skunk Anansie - Live in London                          | 20-09-2013            | 28-09-2013            | 28              | 5            | Livealbum     |
| Anarchytecture                                                      | 15-01-2016            | 23-01-2016            | 37              | 2            |               |

| Album met hitnotering(en) in de Vlaamse Ultratop 200 albums | Datum van verschijnen | Datum van binnenkomst | Hoogste positie | Aantal weken | Opmerkingen   |
| ----------------------------------------------------------- | --------------------- | --------------------- | --------------- | ------------ | ------------- |
| Paranoid & sunburnt                                         | 1995                  | 09-03-1996            | 8               | 34           |               |
| Stoosh                                                      | 1996                  | 19-10-1996            | 14              | 20           |               |
| Post orgasmic chill                                         | 1999                  | 03-04-1999            | 6               | 27           |               |
| Smashes & trashes                                           | 2009                  | 14-11-2009            | 22              | 13           | Verzamelalbum |
| Wonderlustre                                                | 2010                  | 18-09-2010            | 8               | 11           |               |
| Black traffic                                               | 2012                  | 22-09-2012            | 30              | 10           |               |
| An acoustic Skunk Anansie - Live in London                  | 2013                  | 28-09-2013            | 16              | 26           | Livealbum     |
| Anarchytecture                                              | 2016                  | 23-01-2016            | 25              | 12           |               |
| 25 Live @25                                                 | 2019                  | 02-02-2019            | 55              | 3            | Livealbum     |

### Singles
| Single met eventuele hitnotering(en) in de Nederlandse Top 40 | Datum van verschijnen | Datum van binnenkomst | Hoogste positie | Aantal weken | Opmerkingen                               |
| ------------------------------------------------------------- | --------------------- | --------------------- | --------------- | ------------ | ----------------------------------------- |
| Weak                                                          | 1996                  | 27-04-1996            | 35              | 3            | Nr. 31 in de Single Top 100               |
| Charity                                                       | 1996                  | 13-07-1996            | tip18           | -            |                                           |
| Hedonism (Just because you feel good)                         | 1997                  | 22-03-1997            | 6               | 14           | Nr. 6 in de Single Top 100                |
| Brazen weep                                                   | 1997                  | 21-06-1997            | 19              | 4            | Nr. 48 in de Single Top 100 / Alarmschijf |
| Twisted (Everyday hurts)                                      | 1998                  | -                     |                 |              | Nr. 100 in de Single Top 100              |
| Charlie big potato                                            | 1999                  | 20-03-1999            | tip9            | -            | Nr. 59 in de Single Top 100               |
| Secretly                                                      | 1999                  | 29-05-1999            | 28              | 5            | Nr. 30 in de Single Top 100               |
| Lately                                                        | 1999                  | 14-08-1999            | tip12           | -            | Nr. 80 in de Single Top 100               |
| You'll follow me down                                         | 1999                  | 13-11-1999            | tip25           | -            |                                           |

| Single met hitnotering(en) in de Vlaamse Ultratop 50 | Datum van verschijnen | Datum van binnenkomst | Hoogste positie | Aantal weken | Opmerkingen |
| ---------------------------------------------------- | --------------------- | --------------------- | --------------- | ------------ | ----------- |
| Charlie big potato                                   | 1999                  | 13-03-1999            | tip11           | -            |             |
| Secretly                                             | 1999                  | 19-06-1999            | tip14           | -            |             |
| Squander                                             | 2009                  | 14-11-2009            | tip17           | -            |             |
| Over the love                                        | 2010                  | 25-09-2010            | tip8            | -            |             |
| Victim                                               | 2016                  | 17-12-2016            | tip             | -            |             |

### NPO Radio 2 Top 2000
| Nummers met noteringen in de NPO Radio 2 Top 2000 | '11 | '12 | '13 | '14  | '15  | '16  | '17  | '18  | '19  | '20  | '21  | '22  | '23  | '24  |
| ------------------------------------------------- | --- | --- | --- | ---- | ---- | ---- | ---- | ---- | ---- | ---- | ---- | ---- | ---- | ---- |
| Hedonism (Just Because You Feel Good)             | -   | -   | -   | 1417 | 1454 | 1154 | 1164 | 1064 | 1226 | 1085 | 1196 | 1102 | 1209 | 1083 |
| Weak                                              | 788 | 807 | 717 | 1024 | 1023 | 796  | 837  | 808  | 879  | 810  | 766  | 766  | 762  | 1009 |

1. ↑  Een '-' betekent dat het nummer niet was genoteerd en een vetgedrukt getal geeft de hoogste notering van een nummer aan.
2. ↑  2011 was het eerste jaar met een notering voor Skunk Anansie.

### Dvd's
| Dvd's met hitnoteringen in de DVD Top 30 | Datum van verschijnen' | Datum van binnenkomst | Hoogste positie | Aantal weken | Opmerkingen |
| ---------------------------------------- | ---------------------- | --------------------- | --------------- | ------------ | ----------- |
| An acoustic Skunk Anansie live in London | 2013                   | 05-10-2013            | 30              | 1            |             |